# Brasão de Petrolina
O Brasão de Armas de Petrolina possui em seu desenho entre dois ramos de algodão e maniçoba que se enlaçam em um motivo decorativo da expressão produtora do município, ergue-se o escudo encimado pela esfera: símbolo da pátria e da fraternidade brasileira. Emoldurado no brasão sintético, sob o resplendor da aurora dos longos estios, aparece o sol completando o cenário do rio histórico, cortado pela ilha, que é o traço pré-excelente da paisagem Petrolinense e representa a expressão natural e inapagável da terra.